# Мелвин, Часити
Часити Моник Мелвин (англ. Chasity Monique Melvin; род. 3 мая 1976 года, Росборо, штат Северная Каролина, США) — американская профессиональная баскетболистка, выступала в женской национальной баскетбольной ассоциации. Была выбрана на драфте ВНБА 1999 года в первом раунде под 11-м номером командой «Кливленд Рокерс». Играла в амплуа тяжёлого форварда и центровой.

## Ранние годы
Часити Мелвин родилась 3 мая 1976 года в небольшом городке Росборо (штат Северная Каролина) в семье Джимми и Джанет Мелвин, у неё есть два брата, Алехандро и Адам, и сестра, Даниэлла, училась в соседнем городе Салемберг, в средней школе Лейквуд, в которой выступала за местную баскетбольную команду.